# Пименов, Сергей Павлович
Серге́й Па́влович Пи́менов (3 июня 1969) — советский и российский футболист, полузащитник. С 2009 года работает заместителем министра физической культуры, спорта и туризма Республики Марий Эл.

## Карьера
Начинал карьеру в йошкар-олинской «Дружбе». Затем в период с 1992 по 1995 год играл в высшей лиге за «Факел», владикавказский «Спартак», камышинский «Текстильщик». За последний выступал в Кубке УЕФА. В 1996 году вместе с липецким «Металлургом» стал победителем зоны «Запад» второго дивизиона. Отыграв один сезон в первом дивизионе за ЦСК ВВС «Кристалл», вернулся во второй дивизион, где и завершил карьеру во владивостокском «Луче» в 2001 году.
В высшей лиге провёл 84 матча, забил 9 мячей.
В Кубке УЕФА провёл 3 матча.

## Достижения
- Победитель зоны «Запад» Второго дивизиона: 1996
- Бронзовый призёр зоны «Поволжье» Второго дивизиона (2): 1999, 2000